# أبو صير (البدرشين)
أبو صير قرية تابعة لمركز البدرشين في محافظة الجيزة، وموقع تاريخي مهم يحوي «مدينة مقابر» وعدد من الأهرامات ومصطبة[ ؟ ] وغيرها من الآثار، وفيها قُتِل مَروان بن مُحَمد الأموي أخر خُلَفاء الدولة الأموية عام 132 هـ.

## التاريخ
عرفت باسم «بوصير» منذ القدم: (بالقبطية: ⲃⲟⲩⲥⲓⲣⲓ «بوصيري» وتعني « بيت أو معبد أوزيريس » - وباليونانية: Βούσιρις «بوصيريس») وبها «مدينة موتى» أو منطقة مدافن ترجع إلى عصر الدولة القديمة. تقع أبو صير شمال منطقة سقارة بعدة كيلومترات. وكانت تلك المنطقتان مدفنتان لمدينة ممفيس العتيقة. وسمّي وراءها عدد من القرى في أنحاء مصر.
تمثل أهراماتها جزءًا من سلسلة الأهرامات المصرية القديمة، التي تمتد جنوبًا من أهرامات الجيزة ثم تمر بأبو صير و سقارة ودهشور. استخدمت الأسرة الخامسة منطقة «أبو صير» لمقابرها بعد أن امتلأت منطقة الجيزة بمدافن وأهرامات الأسرة الرابعة. ويقود معهد من التشيك (جامعة براغ) أعمال التنقيب بأبي صير منذ 1976.

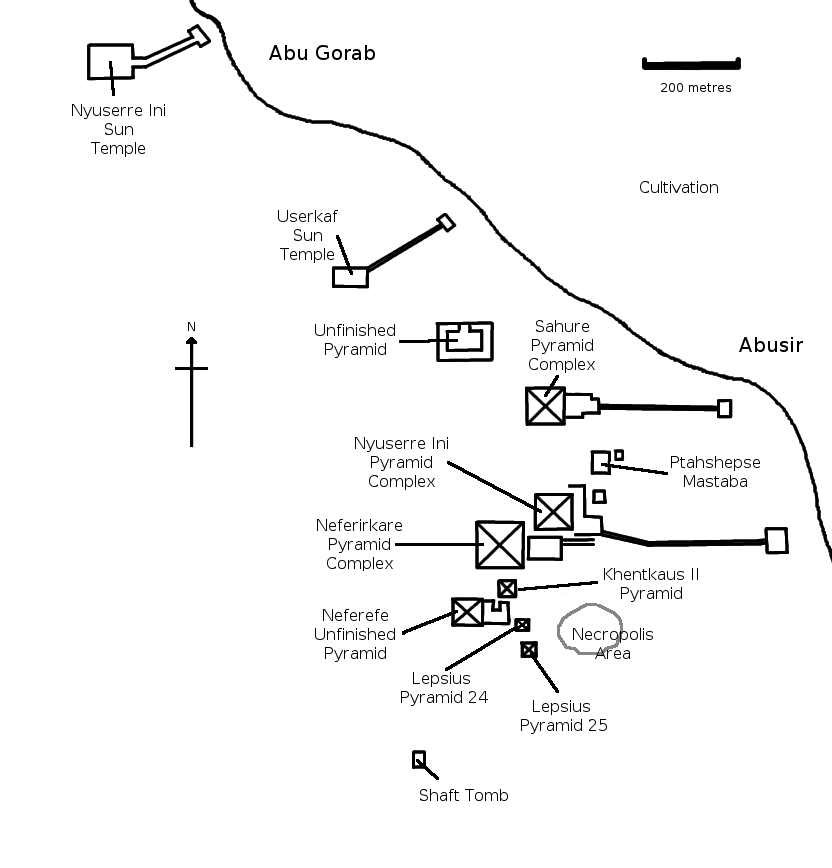
خريطة لمقابر أبي صير

### المصطبات

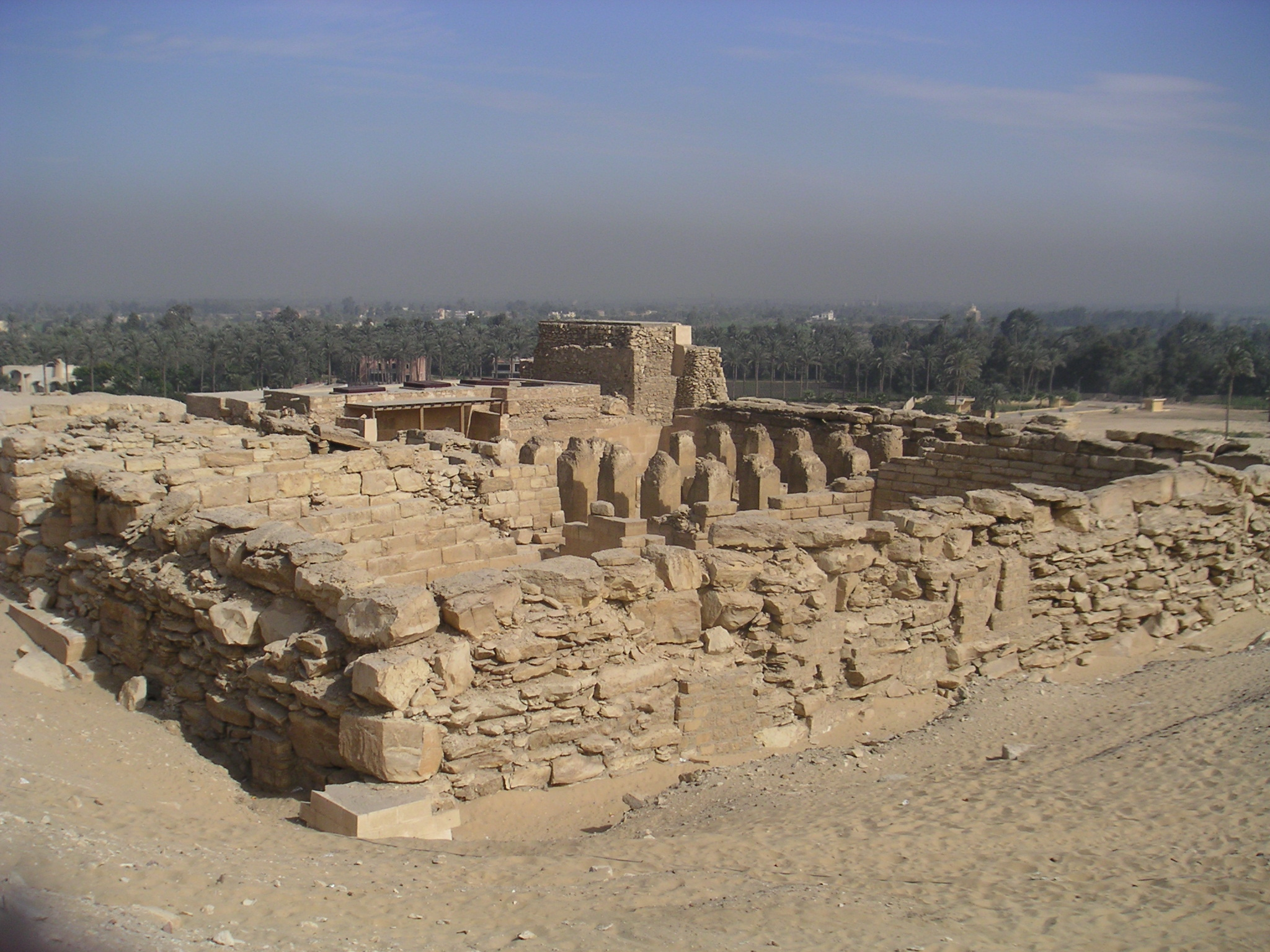
بتاح شبسيس

## الأهرامات
الأهرامات الثلاثة الكبيرة كالآتي
- هرم نفريركارع وهو أطول الثلاثة.
- ني أوسر رع وهو الأكمل حُفظ جيدًا.
- هرم ساحورع ويُعرف لنقوشه الدقيقة.

إضافة إلى عدد من الأهرامات الأصغر.

## ثورة 25 يناير
سُرقت بعض آثار أبي صير وسقارة ودهشور أثناء ثورة 25 يناير.

## طالع أيضا

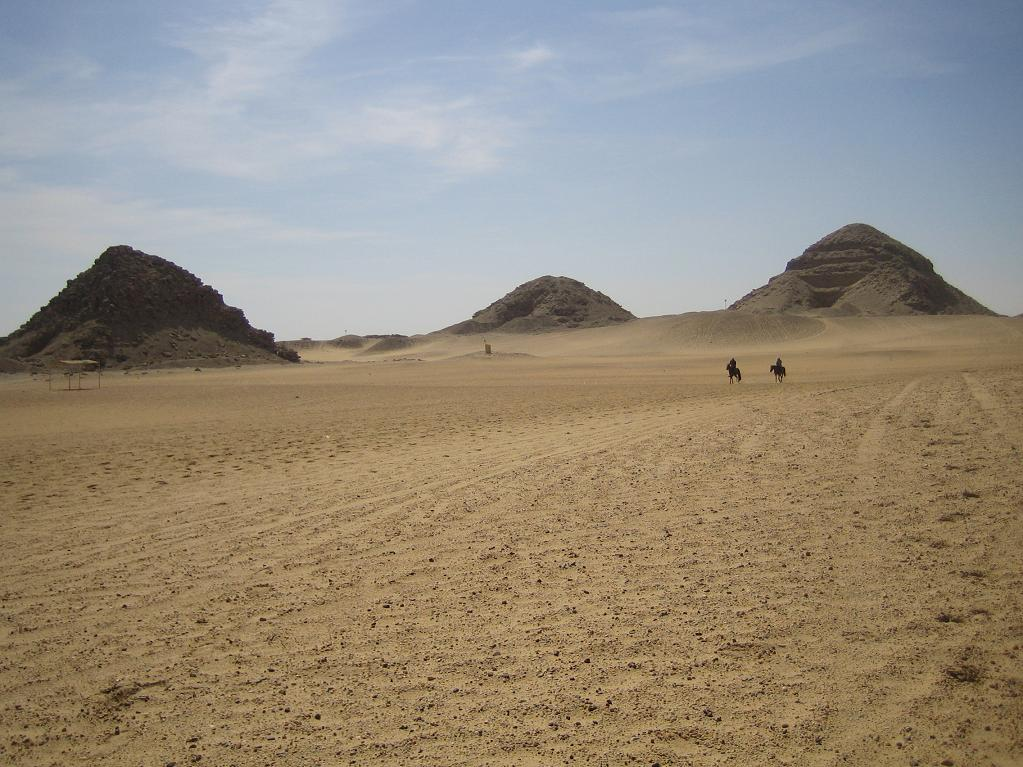
أهرامات أبي صير:
من اليسار إلى اليمين ساحورع، وهرم ني-أوسر-رع، و هرم نفرر-كا-رع.

## أعلام
- خنتكاوس الثالثة